# لیندا نیمن
لیندا نیمن (انگلیسی: Linda Nyman؛ زادهٔ ۲۱ ژانویهٔ ۱۹۹۴) بازیکن فوتبال اهل فنلاند است.
از باشگاه‌هایی که در آن بازی کرده‌است می‌توان به باشگاه فوتبال زنان اینتر میلان اشاره کرد.
وی همچنین در تیم ملی فوتبال زنان فنلاند بازی کرده‌است.